# المدرسة الكمالية (بغداد)
المدرسة الكمالية أو مدرسة ابن طلحة  أو مدرسة ابن الخل مدرسة تاريخية يعود تأسيسها إلى العصر العباسي في بغداد. أنشأها كمال الدين أبي الفتوح حمزة بن علي بن طلحة الشافعي، المتوفى عام 1160، والذي بناها مجاورة لداره بباب العامة ووقف عليها ثلث أملاكه.  وتُعتبر هذه المدرسة من المدارس المخصصة للمذهب الشافعي.  إلا أنها لم تعد موجودة اليوم.